# Paroisse de Baker-Brook
Cet article concerne la localité canadienne. Pour le village du même nom, voir Baker-Brook. Pour les autres significations, voir Baker.
La paroisse de Baker-Brook est à la fois une paroisse civile et un ancien district de services locaux (DSL) canadien du comté de Madawaska, au nord-ouest du Nouveau-Brunswick.
Depuis le premier juillet 2017, la municipalité de Baker-Brook et son district de services locaux sont désormais reconnus comme le quartier de Baker-Brook, dans la nouvelle communauté rurale de Haut-Madawaska.

## Toponyme
La paroisse est nommée ainsi d'après le village de Baker-Brook, lui-même nommé en l'honneur de John Baker (1796-1868). Un trait d'union est ajouté au nom officiel le 9 septembre 2009, afin de respecter les règles toponymiques françaises.

## Géographie
La paroisse comprend les hameaux de Concession-de-Baker-Brook, Pinniquine, Rang-des-Morneault, Rang-Saint-Joseph et Val-Nadeau. Val-Lambert est en partie compris dans la paroisse de Saint-Jacques.
La paroisse de Baker-Brook est généralement considérée comme faisant partie de l'Acadie, quoique l'appartenance des Brayons à l'Acadie fasse l'objet d'un débat.

## Histoire
Michaud est fondé en 1879 ou 1880 par des Acadiens, grâce à la Free Grants Act (Loi sur les concessions gratuites). La municipalité du comté de Madawaska est dissoute en 1966. La paroisse de Baker-Brook devient un district de services locaux en 1967.

## Démographie
(juillet 2016).
D'après le recensement de Statistique Canada, il y avait 555 habitants en 2021, comparativement à 645 en 2011, soit une baisse de 13,9 %. La paroisse compte 137 logements privés, a une superficie de 125,48 km² et une densité de population de 2,6 habitants au km².

## Économie
Entreprise Madawaska, membre du Réseau Entreprise, a la responsabilité du développement économique.

## Administration

### Comité consultatif
En tant que district de services locaux, la paroisse de Baker-Brook est en théorie administré directement par le Ministère des Gouvernements locaux du Nouveau-Brunswick, secondé par un comité consultatif élu composé de cinq membres dont un président. Il n'y a actuellement aucun comité consultatif.

### Commission de services régionaux
La paroisse de Baker-Brook fait partie de la Région 1, une commissions de services régionaux (CSR) devant commencer officiellement ses activités le 1er janvier 2013. Contrairement aux municipalités, les DSL sont représentés au conseil par un nombre de représentants proportionnels à leur population et leur assiette fiscale. Ces représentants sont élus par les présidents des DSL mais sont nommés par le gouvernement s'il n'y a pas assez de présidents en fonction. Les services obligatoirement offerts par les CSR sont l'aménagement régional, l'aménagement local dans le cas des DSL, la gestion des déchets solides, la planification des mesures d'urgence ainsi que la collaboration en matière de services de police, la planification et le partage des coûts des infrastructures régionales de sport, de loisirs et de culture; d'autres services pourraient s'ajouter à cette liste.

### Représentation et tendances politiques
Nouveau-Brunswick: La paroisse de Baker-Brook fait partie de la circonscription provinciale de Madawaska-les-Lacs, qui est représentée à l'Assemblée législative du Nouveau-Brunswick par Yvon Bonenfant, du Parti progressiste-conservateur. Il fut élu en 2010.
 Canada: La paroisse de Baker-Brook fait partie de la circonscription fédérale de Madawaska—Restigouche, qui est représentée à la Chambre des communes du Canada par Jean-Claude D'Amours, du Parti libéral. Il fut élu lors de la 38e élection générale, en 2004, puis réélu en 2006 et en 2008.

## Vivre dans la paroisse de Baker-Brook
Le détachement de la Gendarmerie royale du Canada le plus proche est à Clair. Le bureau de poste le plus proche est quant à lui à Baker-Brook. Le poste d'Ambulance Nouveau-Brunswick le plus proche est plutôt à Edmundston. L'hôpital régional d'Edmundston dessert la région.
Les francophones bénéficient du quotidien L'Acadie nouvelle, publié à Caraquet, ainsi qu'à l'hebdomadaire L'Étoile, de Dieppe. Ils ont aussi accès aux hebdomadaires Le Madawaska et La République, d'Edmundston. Les anglophones bénéficient des quotidiens Telegraph-Journal, publié à Saint-Jean, et The Daily Gleaner, publié à Fredericton.

## Culture

### Architecture et monuments
Un pont couvert traverse la rivière Baker, le long du chemin Cyr. Le pont fut construit en 1939 et mesure 28,9 mètres de long.